# 森特 (德克薩斯州)
森特（英語：Center）是一個位於美國德克薩斯州謝爾比縣的城市。根據2010年美國人口普查，該地共人口5193人，而該地的面積約為16.20平方千米。同時該地也是謝爾比縣的縣治。

## 地理
森特的座標為31°47′37″N 94°10′42″W / 31.79361°N 94.17833°W，而該地的平均海拔高度為113米（即371英尺）。